# Канавиейра

Канавиейра на карте штата.

Канавиейра (порт. Canavieira) — муниципалитет в Бразилии, входит в штат Пиауи. Составная часть мезорегиона Юго-запад штата Пиауи. Входит в экономико-статистический микрорегион Флориану. Население составляет 3921 человек на 2010 год. Занимает площадь 2162,874 км². Плотность населения — 1,81 чел./км².

## Демография
Согласно сведениям, собранным в ходе переписи 2010 г. Национальным институтом географии и статистики (IBGE), население муниципалитета составляет:
| Полное население                               | Полное население                               | Полное население                               | Полное население                               | 3921  |
| ---------------------------------------------- | ---------------------------------------------- | ---------------------------------------------- | ---------------------------------------------- | ----- |
| в том числе:                                   | Городское население                            | 1738                                           | Процент городского населения, %                | 44,33 |
|                                                | Сельское население                             | 2183                                           | Процент сельского населения, %                 | 55,67 |
|                                                | Мужское население                              | 2029                                           | Процент мужского населения, %                  | 51,75 |
|                                                | Женское население                              | 1892                                           | Процент женского населения, %                  | 48,25 |
| Плотность населения, чел/км²                   | Плотность населения, чел/км²                   | Плотность населения, чел/км²                   | Плотность населения, чел/км²                   | 1,81  |
| Население муниципалитета в % к населению штата | Население муниципалитета в % к населению штата | Население муниципалитета в % к населению штата | Население муниципалитета в % к населению штата | 0,13  |

По данным оценки 2016 года, население муниципалитета составляет 3904 жителя.

## Статистика
- Валовой внутренний продукт на 2003 год составляет 6 056 758,00 реалов (данные: Бразильский институт географии и статистики).
- Валовой внутренний продукт на душу населения на 2003 год составляет 1464,75 реалов (данные: Бразильский институт географии и статистики).
- Индекс развития человеческого потенциала на 2000 год составляет 0,601 (данные: Программа развития ООН).